# Bitte ein Beat!
Bitte ein Beat! was internationaal dj-project opgestart door Charly Lownoise en Deaz D. dat actief was tussen 2000 en 2006. Onder deze naam werden in wisselende samenstelling clubavonden en optredens georganiseerd en kwam van mei 2001 tot juni 2004 een 10-delige cd-reeks uit. In 2008 verscheen nog een cd met megamixes. De stijl van de muziek liep van hardtrance via hardhouse tot hardstyle en hardcore.

## Het project
Het project werd opgestart door Charly Lownoise en Deaz D. (een dj die in discotheek Locomotion in Zoetermeer (Nederland) draaide) en bekende dj's die meehielpen aan Bitte ein Beat! waren verder Tillman Uhrmacher, Cosmic Gate, Deepack, DJ Dean, Essential DJ Team, DJ Isaac, JamX & DeLeon, Pulsedriver, Dave 202 & Phil Green, Max B. Grant.

## Naamgeving
De naam "Bitte ein Beat!" was afgeleid van de slogan van het Duitse biermerk Bitburger, die "Bitte ein Bit!" luidt.

## Cd's
- Bitte ein Beat! - mei 2001
- Bitte ein Beat! 2 - 2001
- Bitte ein Beat! 3 - 2002
- Bitte ein Beat! 4 - 2002
- Bitte ein Beat! 5 - 2002
- Bitte ein Beat! 6 - 2003
- Bitte ein Beat! 7 - 2003
- Bitte ein Beat! 8 - 2003
- Bitte ein Beat! 9 - 2004
- Bitte ein Beat! 10 - 2004
- Bitte ein Beat! 11 The Megamixes - februari 2008